# IC 112
IC 112 — галактика типу Sd () у сузір'ї Риби.
Цей об'єкт міститься в оригінальній редакції індексного каталогу.